# Wilhelm von Beczwarzowski
Wilhelm Julius Max Hans von Beczwarzowski, auch Bečvařovský oder Beczwarzowsky (* 16. Juli 1862 in Erfurt; † 4. März 1932 in Berlin) war ein preußischer Generalmajor im Ersten Weltkrieg.

## Leben

### Herkunft
Wilhelm entstammte dem Adelsgeschlecht von Beczwarkowski. Er war der Sohn des preußischen Majors Gustav von Beczwarzowski (1829–1870) und dessen zweiter Ehefrau Agnes, geborene von Rohrscheidt (1838–1902). Sein Vater erlag an den Verletzungen, die er als Bataillonskommandeur des 1. Thüringischen Infanterie-Regiments Nr. 31 während des Krieges gegen Frankreich beim Gefecht bei Beaumont erlitten hatte.

### Militärkarriere
Nach seiner Erziehung im Kadettenkorps wurde Beczwarzowski am 16. April 1881 als charakterisierter Portepeefähnrich dem Grenadier-Regiment „König Friedrich Wilhelm IV.“ (1. Pommersches) Nr. 2 der Preußischen Armee in Stettin überwiesen. Dort erhielt er am 15. November 1881 sein Offizierspatent und wurde am 13. September 1882 zum Sekondeleutnant befördert. Beczwarzowski wurde am 22. März 1887 in das 2. Hanseatische Infanterie-Regiment Nr. 76 versetzt. Adjutant des II. Bataillons in Hamburg war er ab dem 18. Februar 1889. Zum Premierleutnant wurde er am 16. Juli 1891 befördert. Nach Torgau wurde Beczwarzowski am 29. März 1892 in das 4. Thüringische Infanterie-Regiment Nr. 72. Unter der Beförderung zum Hauptmann wurde er am 1. September 1896 zum Kompaniechef ernannt.
Gemäß A.K.O. vom 31. März 1897 wurde das in Altenburg stationierte Bataillon des 7. Thüringischen Infanterie-Regiments Nr. 96 zusammen mit den Halbbataillonen, das IV. Bataillon der 96er und der 72er, am 1. April 1897 zum 8. Thüringischen Infanterie-Regiment Nr. 153 formiert. Die Garnison dieses neuen Regiments war ebenfalls Altenburg. Beczwarzkowski war bereits am 22. März dorthin versetzt worden. Beim jährlich stattfindenden Preisschießen brachte er seinem Regiment Mériten ein, da er als der beste Schütze des Korps das Kaiserabzeichen und Schild verliehen bekam. Später wurde er als Major zum Bataillonskommandeur im Regiment ernannt.
Unter Beförderung zum Oberstleutnant wechselte er am 9. November 1913 in den Stab des Füsilier-Regiments „Königin Viktoria von Schweden“ (Pommersches) Nr. 34 nach Stettin. Während des Ersten Weltkriegs wurde er 1915 zum Kommandeur des 1. Badischen Leib-Grenadier-Regiments Nr. 109 in Karlsruhe ernannt und zum Oberst befördert. Zum 1. April 1916 löste er Generalleutnant Carl von Wichmann als Kommandeur der 81. Infanterie-Brigade ab. Kurz darauf wurde er zum Generalmajor befördert. Seine Brigade war der 17. Reserve-Division unterstellt und kämpfte bei den Vimy-Höhen, deren strategische Bedeutung der der nicht fern gelegenen Loretto-Höhe gleichkam. Von Juli bis November 1916 war die 81. Infanterie-Brigade, unterbrochen von einem einmonatigen Einsatz am La Bassée-Kanal und bei Liévin sowie in der Schlacht an der Somme eingesetzt. Die Brigade nahm im Mai 1917 an der Frühjahrsschlacht von Arras teil und verteidigte danach einen Abschnitt der Siegfriedstellung. Beczwarzkowski wurde am 11. Dezember 1917 von Oberst Hans von Werder abgelöst und übernahm das Kommando über die 88. Infanterie-Division.
Nach Kriegsende führte er seine Division in die Heimat zurück, wo Beczwarzowski am 24. Januar 1919 das Kommando abgab.
Er war Rechtsritter des Johanniterordens.

### Familie
Beczwarzowski hatte sich am 15. November 1892 in Hamburg mit Martha Mahn (* 1872) verheiratet. Aus der Ehe gingen die Söhne Rolf (* 1893) und Walter (* 1896), die während des Ersten Weltkriegs fielen, sowie die Tochter Eva (* 1899) hervor.

## Auszeichnungen
- Roter Adlerorden IV. Klasse mit Krone[5]
- Russischer Orden der Heiligen Anna III. Klasse[5]
- Ritter I. Klasse des Herzoglich Sachsen-Ernestinischen Hausordens[5]
- Lübeckisches Hanseatenkreuz[6]

## Verweise